# Costanera Center
 (septembre 2016).
Le Costanera Center est un ensemble immobilier partiellement achevé situé sur la commune de Providencia, à Santiago au Chili. Ce complexe compte quatre édifices situés à l'intersection de l’Avenida Andrés Bello et de l'avenue Nueva Tajamar. Il se situe à quelque pas de la station de métro Tobalaba du métro de Santiago.
La construction de la tour principale, la Gran Torre Santiago a été achevée en 2014. La tour mesure 300 mètres (980 ft) de haut et comporte 71 étages, ce qui en fait le gratte-ciel le plus haut du pays et l'immeuble de bureaux le plus haut d'Amérique du Sud.

## Construction et coût
La construction a commencé le 3 mars 2006. Son inauguration était prévue en 2009. Son coût estimé est supérieur à 400 millions de dollars, qui devrait être compensé par un gain annuel estimé à 150 millions de dollars US. En janvier 2009, Cencosud a interrompu de la construction du Costanera Center pour une durée indéterminée à la suite de difficultés financières liées a la crise économique de 2008. Ceci a entrainé le licenciement d'environ deux mille ouvriers. 
La construction de la tour principale fut finalement achevée en 2014, et la reprise des travaux des autres bâtiments a été annoncée en 2019.
Il y a un total de 600 000 m², qui s'ajoutent aux 120 000 m² des trois autres édifices. Son dessin a été réalisé par l'architecte argentin César Pelli, qui avait auparavant travaillé à la construction des tours Petronas à Kuala Lumpur (les plus hautes du monde jusqu'en 2004). Dans le projet se trouvent aussi des mathématiciens ayant travaillé à la tour Taipei 101.

## Centre commercial
Le Costanera Center est le projet emblématique de la holding Cencosud. Le centre commercial occupe les quatre premiers étages de la tour centrale avec un total de 200 locaux commerciaux. Il y a aussi un supermarché Santa Isabel et Jumbo de 15 000 m2 sur deux niveaux, et un local Easy.
Il y a également des locaux des chaînes Paris et Ripley, un grand restaurant avec vue panoramique pouvant accueillir plus de 2 000 convives, un centre de loisirs, et quatorze salles de cinémas. À ceci s'ajoutent un parking sur cinq niveaux, d'une capacité de 4 500 véhicules et deux hôtels cinq étoiles.